# 京都市横大路運動公園
京都市横大路運動公園（きょうとし よこおおじうんどうこうえん）は、京都府京都市伏見区に位置する都市公園（運動公園）である。施設は、京都市が所有しているが、指定管理者制度に基づき（公財）京都市スポーツ協会が管理・運営している。

## 施設

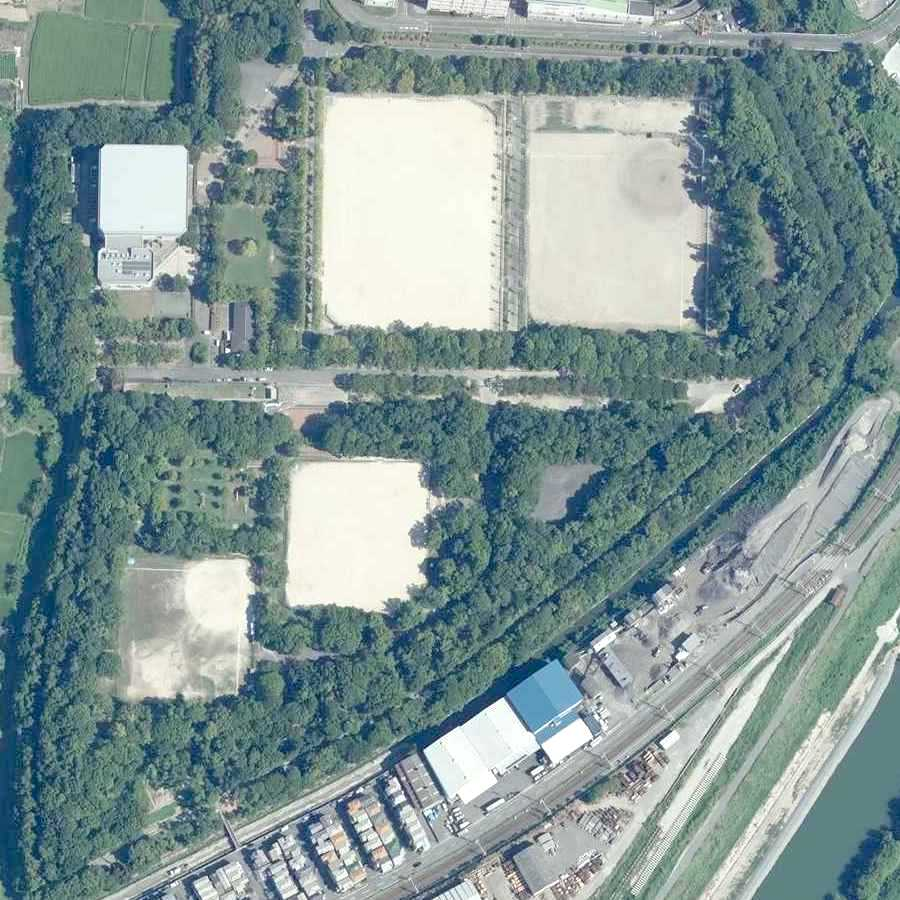
航空写真（2020年）

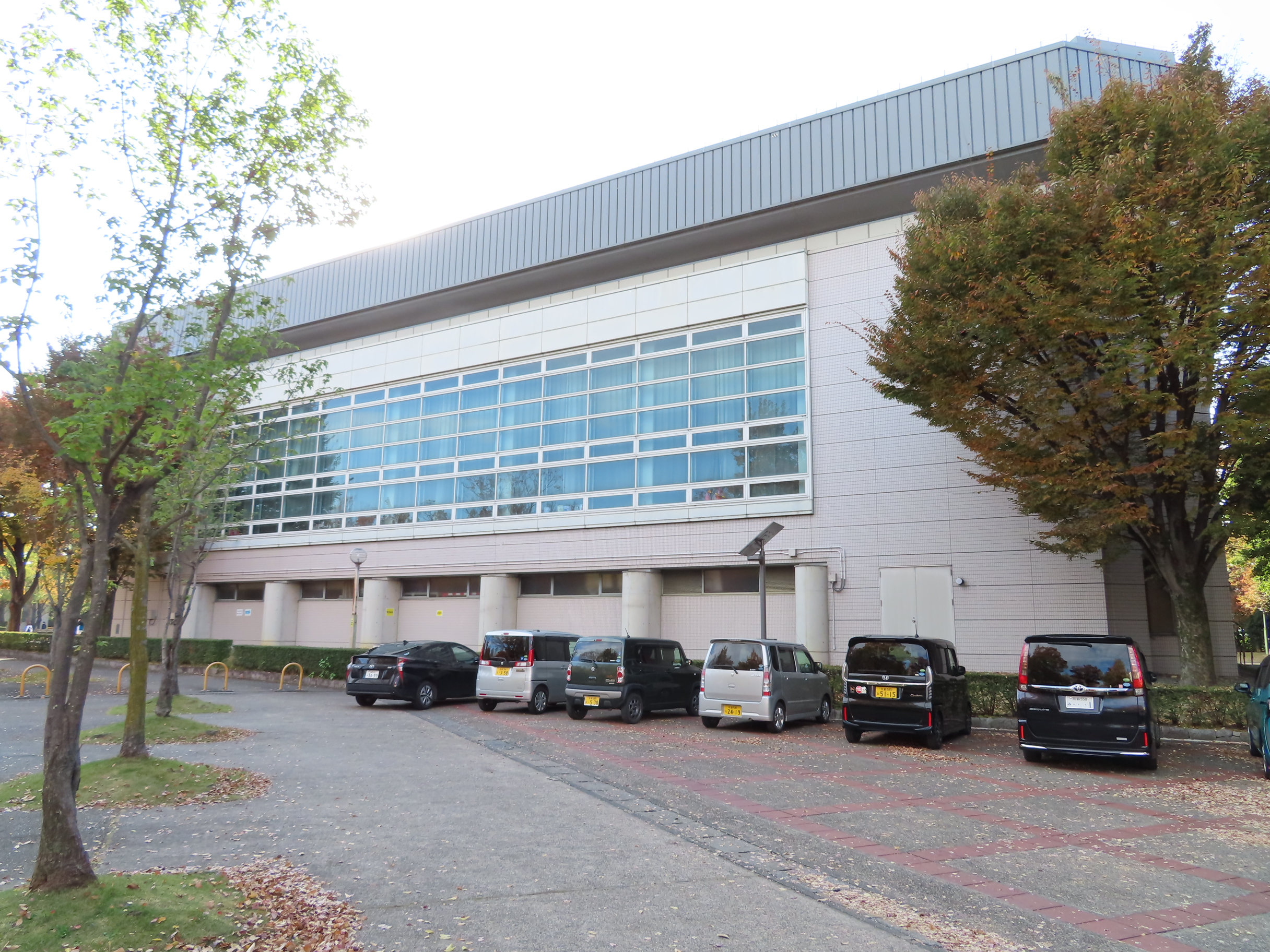
体育館
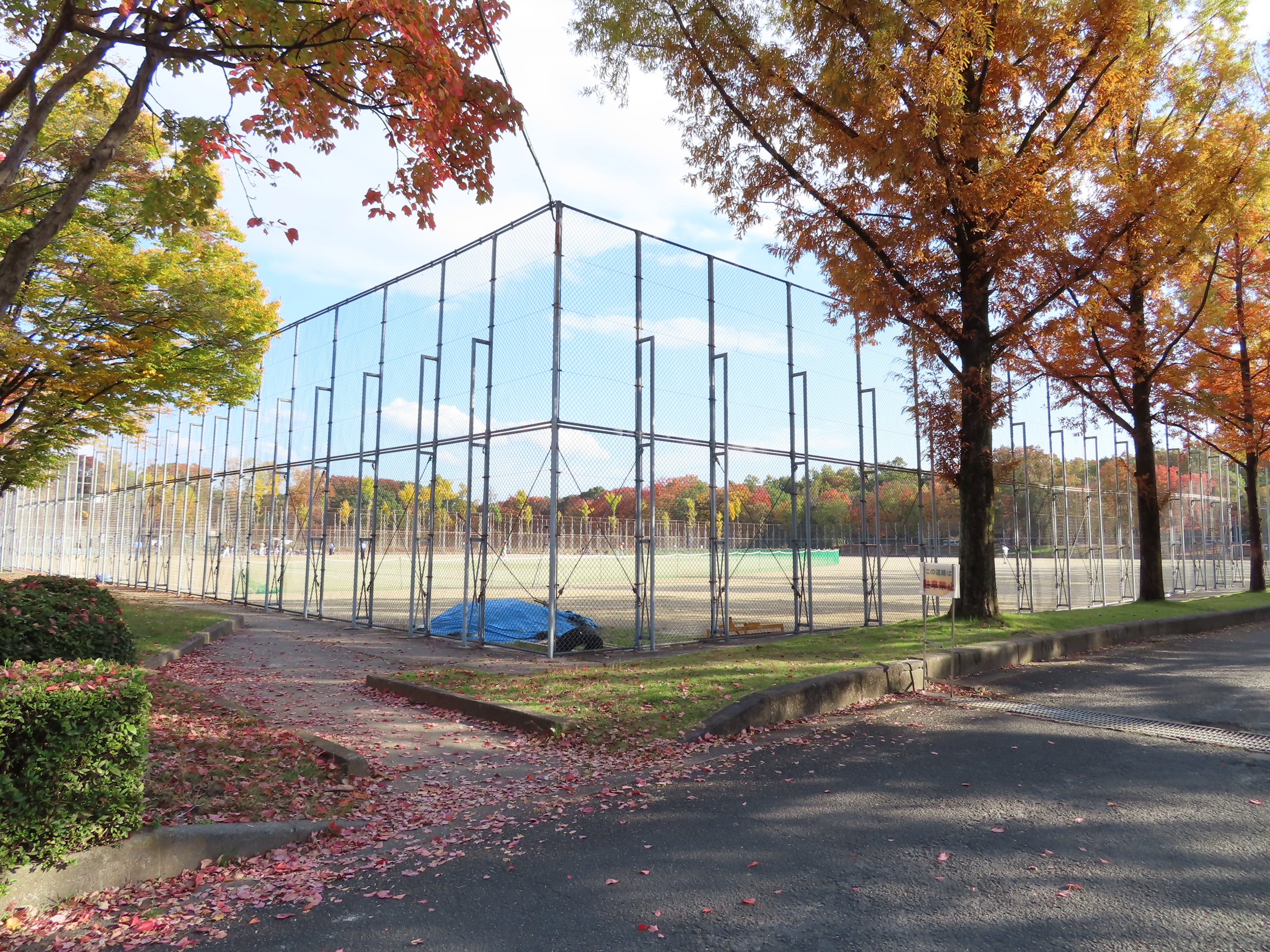
野球場

- 野球場兼運動場
- 洋弓場
- ゲートボール場
- クリケットゴルフ場

- 体育館
- 野球場

## アクセス
- 京阪電鉄淀駅又は中書島駅から、京都市営バス又は京阪バスの｢南横大路｣下車

## 京都府による新スタジアム建設
京都府が計画するサッカーなど球技専用スタジアムの建設地として、京都市は京都市横大路運動公園内の16.3ヘクタールを提案した が、最終的には亀岡市（サンガスタジアム by KYOCERA）に建設されることになった。